# 土佐ノ海敏生
土佐ノ海 敏生（とさのうみ としお、1972年2月16日 - ）は、高知県安芸市出身で伊勢ノ海部屋に所属した元大相撲力士。本名は山本 敏生（やまもと としお）。現在は年寄・立川。得意手は突き・押し・右四つ・上手投げで、最高位は東関脇（1997年7月場所・同年9月場所、2004年1月場所）。安芸市立安芸中学校、高知高校、同志社大学商学部卒業。趣味は映画鑑賞、愛称は「トシオ」、好物はケーキ、星座はみずがめ座、血液型はB型、干支は子年。

## 来歴
漁師の長男に生まれる。小学校の低学年の時は野球少年だったが高学年より相撲に転向する。野球部で球拾いばかりだったが、相撲部のコーチから「大きい体をしているなぁ。相撲ならすぐに試合に出られるぞ。」と言われ、翌日には廻しをつけていた。中学・高校と徐々に頭角を現し、同志社大学相撲部時代は1年生からレギュラーとなった。1992年から西日本体重別115キロ以上級・全日本体重別115キロ以上級で2年連続で優勝。同年、大学実業団対抗でも優勝。大学では歴代6位の通算15個のタイトルを獲得し、「東の尾曽（大関・武双山）、西の山本（土佐ノ海）」と並び称され、高校・大学時代を通じて良きライバルであった。真面目で温厚な人柄だが、学生時代には主審の判定への不服から、タオルを投げるパフォーマンスを演じたこともある。また学生時代は本来は押し相撲であるが、格下相手には、とりこぼしを防ぐために安全策として四つ相撲で勝負することもあった。
学生時代には数々のタイトルを獲得し、鳴り物入りで名門部屋である伊勢ノ海部屋に入門し、1994年3月場所に幕下付出で初土俵。ちなみに四股名の「土佐ノ海」は師匠の伊勢ノ海親方が命名したもので、「土佐の太平洋のように、大きな存在となれ」という願いがあった。プロ入り当時から「将来の横綱」と注目され、期待に違わず出世。負け越し知らずで1995年7月場所に西前頭7枚目で新入幕（5月場所に西十両筆頭で14勝1敗で優勝）。新入幕での前頭7枚目という地位は、戦後2番目の大躍進である。日本相撲協会の期待の表れから、新入幕の初日にいきなり大関若乃花、2日目は横綱貴乃花と対戦（結果は2番とも土佐ノ海の負け）した。新入幕の場所で横綱と対戦した力士は、戦後では土佐ノ海を含め過去4人だけである。この場所では7勝8敗に終わり、初土俵以来初の負け越しとなった。
しかし、翌9月場所では大関貴ノ浪を破るなどの活躍で11勝4敗の成績を修め、入幕2場所目にして敢闘賞を受賞した。西前頭筆頭まで躍進し、本格的な幕内上位進出となった翌11月場所では曙、貴乃花の両横綱を立て続けに破るダブル金星で9勝をあげ、殊勲賞と技能賞を受賞。翌場所の1996年1月場所に新小結となり、この場所も勝ち越し。その後も1997年1月場所で、2横綱1大関に勝ち2回目のダブル金星で殊勲賞。さらに1997年5月場所に新関脇で10勝を挙げると共に、同年は4場所連続で三役に在位するなどして、大関候補の1人と目されるようになった。
1998年は平幕で低迷していたが、休場明けの東前頭9枚目で迎えた11月場所に12勝3敗の成績を残し、この場所を制した琴錦と平幕同士でのデッドヒートを繰り広げた。この11月場所から翌1999年5月場所にかけては4場所連続、合計6個の金星という史上初且つ現在も歴代最高となる記録を樹立。特に1999年3月場所と5月場所は2場所連続ダブル金星（ダブル金星は4回目）であった。7月場所からは三役に復帰して11勝を挙げると共に、貴乃花に勝利したことで5場所連続での横綱戦勝利という史上2位の記録を達成。西関脇で迎えた9月場所は惜しくも1点負け越したが、西小結に下がった翌11月場所には初日から3日連続大関に勝ち6連勝し、横綱・武蔵丸にも勝って優勝争いにも加わる活躍で10勝を挙げた。以後2000年7月場所まで7場所連続で三役に在位し、更に上を期待されるも、この間に5場所連続で小結在位を記録するなど番付運の悪さに泣かされた（麒麟児…後の大麒麟、琴光喜と共に歴代1位）。2001年は平幕で低迷したが、2002年7月場所から再び三役に復帰。西小結の地位で10勝5敗の成績を残し、この場所を制した千代大海に唯一の黒星をつけると共に「千秋楽で自身の勝敗に関わらず千代大海の優勝が決定する」という他力型の条件を満たす形で敢闘賞も受賞した。
その後も三役常連として存在感を示し続けたが、上位に強いものの格下相手への取りこぼしも多いなど安定感に欠けるのは変わらず、結局大関昇進は果たせなかった。2003年11月場所では横綱武蔵丸に引退の引導を渡す通算11個目の金星（当時史上3位の記録、現在は4位）をあげたり優勝した栃東に勝つなどの活躍で二桁勝利を記録し、翌2004年1月場所を東関脇で迎えるが、この場所から3場所連続で負け越し、7月場所には自身初めて前頭2桁台まで番付を落としてしまった。しかしその場所では11番勝って格の違いを見せつけた。同年12月25日には、年寄名跡・立川を取得した。
その後少しずつ番付を戻し、2005年3月場所には2大関を破るなどの活躍で、10勝5敗の好成績をあげ、5月場所は関脇に復帰した。33歳での関脇復帰は平成に入って初めての記録であり、33歳3ヶ月の関脇は歴代10位の年長記録であった。だがその後は一転して負けがこみ、西関脇だった5月場所から2006年1月場所にかけて5場所連続負け越した。2005年は年間37勝53敗と、その年の幕内力士の中で年間最多敗となってしまう。特に2006年1月場所では東前頭14枚目で5勝10敗と負け越してしまい、翌3月場所では11年振りに十両に陥落した。関脇復帰から僅か5場所での陥落であり、衰えが顕著になっていた。かつての実績や年齢から引退の可能性を指摘する向きもあったが、1月場所千秋楽を終えた時点で、3月場所に十両に落ちても現役を続行することを明言した。
翌3月場所では西十両筆頭で9勝6敗と勝ち越して、5月場所での返り入幕を果たした。その5月場所では、2005年3月場所以来7場所ぶりの幕内での勝ち越しを決めた。以後は幕内中、下位と十両の往復を繰り返す状況が続き、2008年9月場所までに4度の十両陥落を経験したが、いずれも翌場所は勝ち越し、1場所で幕内に復帰した。しかし、2009年3月場所に東前頭15枚目で4勝11敗と大敗し、翌5月場所に5度目の十両陥落を経験してからは十両が定位置となっていった。
2010年7月場所で8勝7敗と勝ち越し、翌9月場所で9場所ぶりに5度目の再入幕を果たす。この場所は西十両7枚目ながらも大相撲野球賭博問題による幕内からの大量降格により異例の番付アップとなった。38歳6ヶ月での幕内復帰は寺尾の38歳0ヶ月を超え、昭和以降では当時歴代1位となる最年長記録であった。だが、その場所では西前頭16枚目で2勝13敗と大きく負け越したため翌11月場所では十両に陥落した。続く2010年11月場所では東十両8枚目で4勝11敗と大きく負け越し、次場所での幕下陥落が確定的となった。そこで、場所後の2010年12月15日に、体力の限界を理由に現役引退を表明した。引退相撲（断髪式）は、当初は2011年5月場所後に予定していたが、大相撲八百長問題の煽りを受けて延期せざるを得ず、2012年2月4日に開催した。通算金星11個は歴代4位、三賞受賞13回は同7位タイの記録である。

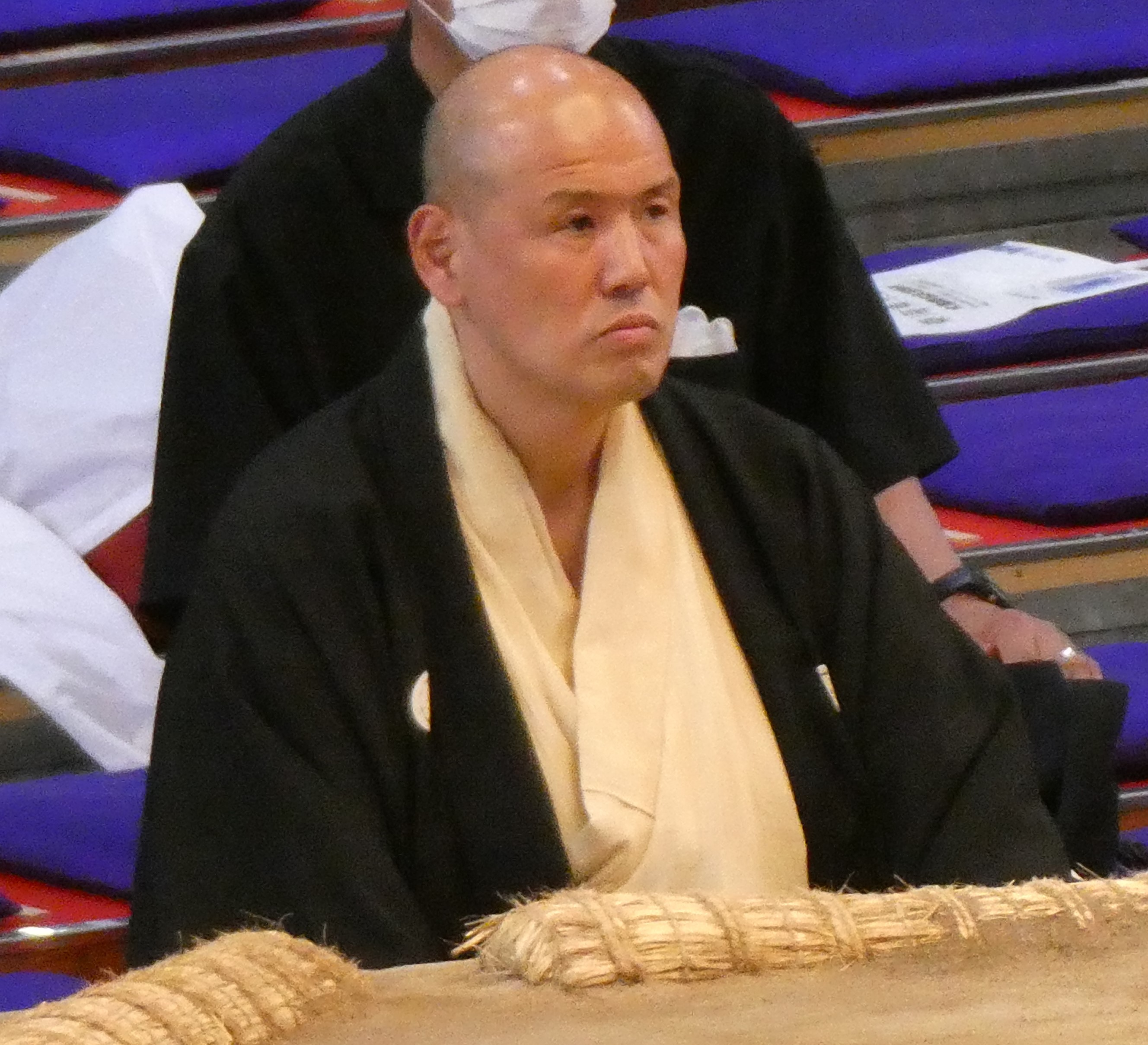
土俵下で審判を務める立川親方（2022年7月18日撮影）

現役引退後は年寄・立川を襲名して、伊勢ノ海部屋で後進の指導に当たっている。相撲協会の業務では、引退して間もない時期に発生した八百長問題の再発防止策を協議するための大相撲新生委員会に新米親方ながら所属し、その後は巡業部に所属した。2014年4月3日付の職務分掌で、主任に昇格し、審判部へ異動した。2016年3月30日付の職務分掌で、委員に昇格した。
2021年7月3日、同年7月場所を休場することが日本相撲協会より発表された。代役は富士ヶ根。25日、新型コロナウイルス感染が協会より発表された。

## 取り口
全盛期は立合いの馬力と突き押しを武器に、三役、幕内上位に定着して活躍。魁皇、武双山とともに御三家と称され、大関候補と目された時期もあった。全盛期の立合いの馬力は幕内で一二を争う威力を誇り、立合いでの頭からの強烈な当たりから突き押しに転じ、再度頭からぶちかます取り口である。しかし、腰高で上半身に比べ下半身が脆く、はたきや引き技に屈して前に落ちる悪癖によって負けるケースも多かった。土俵際まで追い詰めておきながら、捨て身の叩きや突き落としに屈することもしばしば見受けられた。ベテランの域に入ってからは馬力・足腰の衰えが顕著で、自分より軽い相手でも容易に押せない展開になることが増えたり自らが引き技に出る展開が増えた。副次的な手段として右四つで相撲を取ったり、頭を付けて食い下がる事もあったが、基本的には愚直に押す相撲を貫いていた。
入幕当初は均整の取れた体つきであり動き勝つ相撲が多かったが、2年ほど経過した頃には20kg増量して足腰に対して上半身の大きさが目立つようになり、筋力は増したが突き押しか叩きという大味な相撲に傾いた。

## エピソード

### 人物
- 大の甘党で、漁師の長男であるにもかかわらず、酒・海・魚は大の苦手である。
- 方向音痴であり道によく迷う。
- としおちゃまとも一部（主に2ちゃんねるの相撲板）では呼ばれている。
- 趣味は映画鑑賞。韓国俳優のヨン・ジョンフンのファンでもあり、2005年8月に来日していたジョンフンの東京でのファンミーティングにゲストとして登場した。「ドラマ『悲しき恋歌』でのヨン・ジョンフンさんがすごくカッコイイと思った。ファンミーティングをするという噂を聞いて、ヨン・ジョンフンさんに一目会いたくて来ました」と語り、自らの浴衣をプレゼントした。また、土佐ノ海はヨン・ジョンフンの出演映画『スウィートドリーム』のロケ地となっていた高知県の出身である。
- 断髪式からしばらくして、髪形をスキンヘッドに変更している[4]。

### 交友関係
- とんねるずの木梨憲武に似た芸術家「木梨憲太郎」がデザインした化粧廻しを贈られている。木梨憲武とはその後も交友があり、自身の結婚式や断髪式にも招待している。
- 中日ドラゴンズの山本昌、東京ヤクルトスワローズの宮本慎也と親交があり、同じベテランの選手として良い刺激になっているという。他に女子プロテニス選手のクルム伊達公子とも親交がある。

### 大相撲関連
- 立合いが合わなかったときは「すいません」と、集音マイクが拾うほどの声で謝るなど礼儀正しい。また勝利力士インタビューでは力士に似合わずはっきりとした語り口をみせた。
- 立合いでは、相手に突進する際に「ゲフッ」と唸り声をあげていた。
- 同じ四国出身で大学相撲でも同期の玉春日とは、小学校時代からお互いを見知っており、当時から話をしていたという。高校時代までは四国で「高知の山本（土佐ノ海）、伊予の松本（玉春日）」と並び称され、プロ入り後も互いに刺激しあった。土佐ノ海の断髪式では、玉春日、魁皇、武双山の３人が、同時代の戦友として同時に土俵に上がり、土佐ノ海の髷に鋏を入れるという一幕もあった。
- 2005年5月場所の10、11日目は二日続けて栃東、千代大海の両大関の立合いの変化を食ってしまった。プライベートでは土佐ノ海とは食事を共にする仲でもある千代大海は「一緒に飯を食う仲だけに、悪いことをしてしまった」と自身の相撲を複雑そうに振り返った。
- 2005年には、北海道などで、相撲健康体操の実演を行うなど、精力的な活動もしている。
- 1995年のパリ公演ではドゴール空港で火災が発生し化粧まわしなどが焼失。その影響で当時入幕したばかりの土佐ノ海は蒼樹山の締め込みで相撲をとるはめになった[5]。
- 新入幕を果たした1995年7月場所から2004年5月場所までの9年間、前頭1桁（9枚目）以上の地位をずっと保っていた。2004年7月場所で初めて前頭2桁を経験した。
- 大関を除く三役（関脇、小結）在位20場所を達成した力士は、土佐ノ海で14人目だったが、土佐ノ海の33歳2ヶ月での20場所到達は、その中で最年長記録である。また、新関脇の場所から最後に関脇を務めた場所まで8年間に渡って関脇に復帰したが、これは安芸乃島の10年間に次いで歴代2位であり、長く一線級の力を保った。
- 学生相撲出身力士で幕内在位場所数、幕内通算出場回数ともに歴代10位以内に土佐ノ海と栃乃洋の2人が名を連ねていたことがあったが、その内幕内在位記録は両者とも破られた。土佐ノ海の記録は2012年7月場所に旭天鵬が幕内在位81場所目を迎えたことで歴代10位以内から外れ（現在は安美錦と並んで13位タイ）、栃乃洋の記録も2013年1月場所に若の里と雅山が同時に幕内82場所目を記録したことで12位に陥落する。現在学生相撲出身者で幕内在位10位以内に記録を残しているのは雅山ただ1人である。
- 同郷の高知出身の横山隆一の漫画「フクちゃん」の化粧まわしを使用していた[6]。
- 1999年5月場所までは4勝16敗と貴ノ浪にカモにされていたが、それ以降の対戦成績では9勝9敗と差がなくなった（通算は13勝25敗）。
- 元関脇・若の里には8勝19敗と大きく負け越している。若の里には初顔から4連勝していたが、その後連敗を喫している。若の里は元大関・武双山に8勝17敗と大きく負け越しているが、土佐ノ海は武双山には18勝17敗と勝ち越しており、武双山の大関時代も土佐ノ海の9勝8敗である。
- 元大関・栃東に16勝18敗、琴光喜に6勝7敗と負け越しているものの互角に戦っている。琴光喜との対戦成績は大関昇進前のものである。

### その他
- 弟は、豊ノ島の高校時代の恩師。
- 2007年4月19日にフジテレビ系「とんねるずのみなさんのおかげでした」に出演した勝俣州和が、酒を飲んで酔っ払った状態で土佐ノ海と取っ組み合い、勝俣が土佐ノ海の腕の骨を折ろうとした際（あくまで酔っ払っており、ふざけ合い。）、弟弟子に突き飛ばされたというエピソードを披露。
- 栃煌山は同郷の後輩にあたる。中学時代の栃煌山に帰省していた土佐ノ海が稽古をつけた事もあり、栃煌山が台頭してきた頃に当時の事について質問を受けた土佐ノ海は彼に稽古をつけた事を覚えていた。2020年７月に栃煌山が引退を発表した際には地元紙の取材に応じ「（中学時代の栃煌山を見て）強くなると思った」「横綱や大関を狙える力があり、ファンのような気持ちで応援していた」等とコメントした。
- ピーク時の体重は167キロあったが引退間際は141キロにまでに落ちていた。
- 関脇時代、芝浦工業大学の村上雅人教授による、超伝導で力士を浮かせる実験に参加。磁気浮上で宙に浮いた史上初の力士である。
- 九州場所と相性が良いのか、11月場所で活躍する事が多かった。特に95年～99年までは5年で4回、金星か三賞を獲得していた。
- 2001年は平幕で低迷していたが、朝青龍が幕内に上がって来たばかりの頃、壁になっていた時期があり対戦成績でリードしていた[注 4]。

## 主な成績

### 通算成績
- 通算成績：732勝735敗16休 勝率.499
- 幕内成績：569勝615敗16休 勝率.481
- 通算在位：101場所
- 幕内在位：80場所
- 幕内連続在位：64場所（1995年7月 - 2006年1月）
- 三役在位：20場所（関脇7場所、小結13場所）

### 各段優勝
- 十両優勝：2回（1994年11月場所、1995年5月場所）
- 幕下優勝：1回（1994年5月場所）

### 三賞・金星
- 三賞：13回
  - 殊勲賞：7回（1995年11月場所、1996年11月場所、1997年1月場所、1999年5月場所、1999年11月場所、2002年9月場所、2003年11月場所）[1]
  - 敢闘賞：5回（1995年9月場所、1997年5月場所、1998年3月場所、1998年11月場所、1999年7月場所）[1]
  - 技能賞：1回（1995年11月場所）[1]
- 金星：11個
  - 曙3個、貴乃花4個、若乃花3個、武蔵丸1個
  - 歴代4位

### 場所別成績
| | 一月場所 初場所（東京） | 三月場所 春場所（大阪） | 五月場所 夏場所（東京） | 七月場所 名古屋場所（愛知） | 九月場所 秋場所（東京） | 十一月場所 九州場所（福岡） |
| --- | ----------------------- | ----------------------- | ----------------------- | --------------------------- | ----------------------- | --------------------------- |
| 1994年 （平成6年） | x                       | 幕下付出60枚目 5–2      | 東幕下38枚目 優勝 7–0   | 東幕下4枚目 5–2             | 西幕下筆頭 5–2          | 東十両13枚目 優勝 11–4      |
| 1995年 （平成7年） | 東十両6枚目 11–4        | 東十両2枚目 8–7         | 東十両筆頭 優勝 14–1    | 西前頭7枚目 7–8             | 東前頭8枚目 11–4 敢     | 西前頭筆頭 9–6 殊技★        |
| 1996年 （平成8年） | 東小結 8–7              | 東小結 6–9              | 西前頭筆頭 5–10         | 東前頭5枚目 6–9             | 西前頭6枚目 8–7         | 西前頭筆頭 8–7 殊           |
| 1997年 （平成9年） | 東前頭筆頭 9–6 殊★      | 東小結 8–7              | 西関脇 10–5 敢          | 東関脇 8–7                  | 東関脇 5–10             | 西前頭筆頭 7–8              |
| 1998年 （平成10年） | 東前頭3枚目 5–10        | 東前頭6枚目 10–5 敢     | 西前頭2枚目 4–11        | 東前頭7枚目 7–7–1           | 東前頭9枚目 休場 0–0–15 | 東前頭9枚目 12–3 敢★        |
| 1999年 （平成11年） | 西前頭筆頭 7–8 ★        | 東前頭2枚目 8–7 ★       | 東前頭筆頭 8–7 殊★      | 東小結 11–4 敢              | 西関脇 7–8              | 西小結2 10–5 殊             |
| 2000年 （平成12年） | 東小結 8–7              | 東小結 8–7              | 東小結 9–6              | 東小結 7–8                  | 東前頭筆頭 5–10         | 東前頭4枚目 7–8             |
| 2001年 （平成13年） | 東前頭5枚目 6–9         | 東前頭8枚目 10–5        | 西前頭3枚目 7–8         | 東前頭4枚目 8–7             | 東前頭3枚目 8–7         | 西前頭2枚目 5–10            |
| 2002年 （平成14年） | 東前頭7枚目 9–6         | 西前頭筆頭 7–8          | 西前頭2枚目 8–7         | 西小結 10–5 殊              | 西関脇 6–9              | 西前頭筆頭 8–7              |
| 2003年 （平成15年） | 東前頭筆頭 8–7          | 西小結 8–7              | 東小結 4–11             | 東前頭5枚目 10–5            | 西小結 7–8              | 西前頭2枚目 10–5 殊★        |
| 2004年 （平成16年） | 東関脇 4–11             | 西前頭4枚目 5–10        | 西前頭9枚目 7–8         | 東前頭11枚目 11–4           | 西前頭4枚目 7–8         | 東前頭6枚目 9–6             |
| 2005年 （平成17年） | 西前頭2枚目 7–8         | 東前頭3枚目 10–5        | 西関脇 4–11             | 東前頭4枚目 5–10            | 東前頭8枚目 6–9         | 東前頭11枚目 5–10           |
| 2006年 （平成18年） | 東前頭14枚目 5–10       | 西十両筆頭 9–6          | 西前頭12枚目 8–7        | 西前頭9枚目 6–9             | 西前頭12枚目 7–8        | 西前頭12枚目 5–10           |
| 2007年 （平成19年） | 東前頭16枚目 8–7        | 西前頭14枚目 6–9        | 西十両筆頭 8–7          | 西前頭13枚目 8–7            | 西前頭8枚目 6–9         | 東前頭11枚目 7–8            |
| 2008年 （平成20年） | 西前頭12枚目 5–10       | 東十両筆頭 10–5         | 東前頭12枚目 6–9        | 東前頭14枚目 5–10           | 東十両2枚目 9–6         | 東前頭16枚目 9–6            |
| 2009年 （平成21年） | 東前頭9枚目 5–10        | 東前頭15枚目 4–11       | 西十両6枚目 8–7         | 西十両2枚目 5–10            | 東十両9枚目 7–8         | 東十両11枚目 9–6            |
| 2010年 （平成22年） | 東十両5枚目 8–7         | 西十両3枚目 6–9         | 西十両6枚目 7–8         | 西十両7枚目 8–7             | 西前頭16枚目 2–13       | 西十両8枚目 4–11            |
| 2011年 （平成23年） | 東幕下筆頭 引退 –       | x                       | x                       | x                           | x                       | x                           |
| 各欄の数字は、「勝ち-負け-休場」を示す。 優勝 引退 休場 十両 幕下 三賞：敢=敢闘賞、殊=殊勲賞、技=技能賞 その他：★=金星 番付階級：幕内 - 十両 - 幕下 - 三段目 - 序二段 - 序ノ口 幕内序列：横綱 - 大関 - 関脇 - 小結 - 前頭（「#数字」は各位内の序列） |                         |                         |                         |                             |                         |                             |

### 幕内対戦成績
| 力士名   | 勝数 | 負数 | 力士名   | 勝数 | 負数 | 力士名   | 勝数 | 負数  | 力士名   | 勝数  | 負数 |
| -------- | ---- | ---- | -------- | ---- | ---- | -------- | ---- | ----- | -------- | ----- | ---- |
| 蒼樹山   | 7    | 2    | 安芸乃島 | 15   | 12   | 安芸ノ州 | 1    | 0     | 曙       | 4     | 14   |
| 朝青龍   | 6(1) | 18   | 朝赤龍   | 5    | 5    | 朝乃翔   | 6    | 2     | 朝乃若   | 7     | 0    |
| 旭豊     | 4    | 4    | 安壮富士 | 2    | 0    | 安美錦   | 5    | 5     | 阿覧     | 0     | 3    |
| 岩木山   | 4    | 10   | 潮丸     | 2    | 1    | 皇司     | 7    | 2     | 小城錦   | 4     | 4    |
| 魁皇     | 10   | 30   | 海鵬     | 10   | 5    | 臥牙丸   | 0    | 1     | 垣添     | 4     | 10   |
| 鶴竜     | 0    | 4    | 春日王   | 4    | 5    | 春日錦   | 6(1) | 2     | 春日富士 | 1     | 0    |
| 片山     | 3    | 2    | 巌雄     | 3    | 2    | 稀勢の里 | 0    | 1     | 北桜     | 3     | 2    |
| 北太樹   | 1    | 0    | 木村山   | 1    | 2    | 旭鷲山   | 13   | 10(1) | 旭天鵬   | 5     | 9    |
| 旭道山   | 3    | 0    | 旭南海   | 1    | 0    | 鬼雷砲   | 1    | 0     | 金開山   | 0     | 2    |
| 剣晃     | 4    | 4    | 豪栄道   | 1    | 1    | 光法     | 2    | 0     | 光龍     | 2     | 1    |
| 五城楼   | 1    | 1    | 黒海     | 3    | 8    | 琴稲妻   | 3    | 0     | 琴欧洲   | 1     | 2    |
| 琴春日   | 1    | 1    | 琴奨菊   | 1    | 2    | 琴錦     | 10   | 8     | 琴ノ若   | 14(1) | 17   |
| 琴別府   | 1    | 0    | 琴光喜   | 6    | 7    | 琴龍     | 9    | 3     | 小錦     | 2     | 1    |
| 敷島     | 1    | 0    | 霜鳳     | 5    | 3    | 十文字   | 5    | 2     | 駿傑     | 3     | 0    |
| 翔天狼   | 0    | 1    | 蒼国来   | 0    | 1    | 大翔鳳   | 0    | 1     | 大善     | 2     | 0    |
| 大真鶴   | 1    | 0    | 貴闘力   | 10   | 12   | 貴ノ浪   | 13   | 25    | 貴乃花   | 7     | 21   |
| 隆乃若   | 9    | 6    | 高見盛   | 7    | 14   | 隆三杉   | 2    | 0     | 豪風     | 2     | 2    |
| 玉飛鳥   | 1    | 0    | 玉春日   | 18   | 13   | 玉乃島   | 7    | 14    | 玉力道   | 1     | 0    |
| 玉鷲     | 0    | 2    | 千代大海 | 10   | 21   | 千代天山 | 4    | 1     | 千代白鵬 | 2     | 2    |
| 出島     | 16   | 20   | 寺尾     | 6    | 2    | 闘牙     | 9    | 4     | 時津海   | 13    | 5    |
| 時津洋   | 2    | 0    | 時天空   | 2    | 3    | 栃東     | 16   | 18    | 栃煌山   | 2(1)  | 4    |
| 栃栄     | 5    | 0    | 栃ノ心   | 1    | 3    | 栃乃洋   | 18   | 13    | 栃乃花   | 4     | 4    |
| 栃乃和歌 | 3    | 0    | 智ノ花   | 0    | 1    | 豊桜     | 5    | 4     | 豊ノ島   | 2     | 2    |
| 豊響     | 2    | 1    | 浪乃花   | 4    | 0    | 白鵬     | 1    | 6     | 白露山   | 6     | 3    |
| 濵錦     | 0    | 1    | 濱ノ嶋   | 4    | 1    | 追風海   | 2    | 3     | 把瑠都   | 1     | 1    |
| 春ノ山   | 1    | 0    | 日馬富士 | 1    | 1    | 肥後ノ海 | 7    | 2     | 武州山   | 2     | 1    |
| 普天王   | 5    | 6    | 武雄山   | 4    | 1    | 寶智山   | 2    | 0     | 豊真将   | 4     | 2    |
| 北勝力   | 5    | 10   | 舞の海   | 1    | 0    | 将司     | 2    | 0     | 水戸泉   | 5     | 1    |
| 湊富士   | 8    | 1    | 雅山     | 15   | 12   | 武蔵丸   | 6    | 28    | 武双山   | 18    | 17   |
| 山本山   | 1    | 0    | 嘉風     | 5    | 8    | 力櫻     | 0    | 1     | 龍皇     | 2     | 0    |
| 琉鵬     | 1    | 0    | 露鵬     | 2    | 6    | 若麒麟   | 1    | 1     | 若翔洋   | 1     | 1    |
| 若兎馬   | 0    | 2    | 若の里   | 8(1) | 19   | 若ノ城   | 2    | 0     | 若乃花   | 6     | 12   |
| 若ノ鵬   | 0    | 2    | 和歌乃山 | 3    | 2    |          |      |       |          |       |      |